# Birds åbning
Birds åbning er en åbning i skak som fremkommer ved førstetrækket
1. f2-f4
Den er opkaldt efter den engelske skakspiller og -forfatter Henry Bird (1830–1908).
Birds åbning hører til blandt de sjældnere anvendte åbninger, men for eksempel Bent Larsen har spillet den.
Sort svarer gerne med
1. ... d7-d5
hvorved spillet kan få karakter af en hollandsk åbning (1. d2-d4 f7-f5) med omvendte farver. Hvid vil efterfølgende ofte lave en stonewall-opstilling med bønder på d4, e3 og f4 og forsøge at angribe på kongefløjen, eller måske fianchetto-udvikle sin sortfeltede løber til b2 for at forøge presset på e5.
Sort kan også prøve
1. ... e7-e5
kaldet Froms gambit fordi det blev introduceret af danskeren Severin From (1828–1895). Hvid kan så med en trækomstilling spille kongegambit efter 2. e2-e4, eller fortsætte i birds åbning med 2. f4xe5 d7-d6 (2. ... Sb8-c6 er også muligt) 3. e5xd6 Lf8xd6. Hvid er nu nødt til at spille 4. Sg1-f3 for at undgå for eksempel 4. Sb1-c3?? Dd8-h4+ 5. g2-g3 Dh4xg3+ 6. h2xg3 Ld6xg3, mat.